# О, Джефф... Я тоже тебя люблю... Но...
«О, Джефф… Я тоже тебя люблю… Но…» (англ. Oh, Jeff...I Love You, Too...But...) — картина в стиле поп-арт, созданная американским художником Роем Лихтенштейном в 1964 году. Она выполнена маслом и акриловой краской «Magna» на холсте. Как и во множестве других его работ её название происходит от текста, расположенном в облачке.
Несмотря на то, что многие источники, такие как «Encyclopedia of Art», называют «Бу-ух!» и «Тонущую девушку» самыми известными работами Лихтенштейна, художник Виан Шамунки Борхерт отмечал «О, Джефф… Я тоже тебя люблю… Но…» в качестве самого главного его произведения, называя его «Моной Лизой» Лихтенштейна. Британское издание Daily Mail также причислило эту работу вместе с «Бу-ух!» и «Тонущей девушкой» к самым известным в творчестве художника, во время ретроспективы творчества Лихтенштейна в лондонской Современной галерее Тейт. Борхерт отмечал, что эта картина создаёт «магию», в том числе за счёт «мучительности» и «красивой голубоглазой с белокурыми волосами и полными губами» женщины, «грустные глаза которой, кажется, поддаются тому, что кажется обречёнными любовными отношениями».

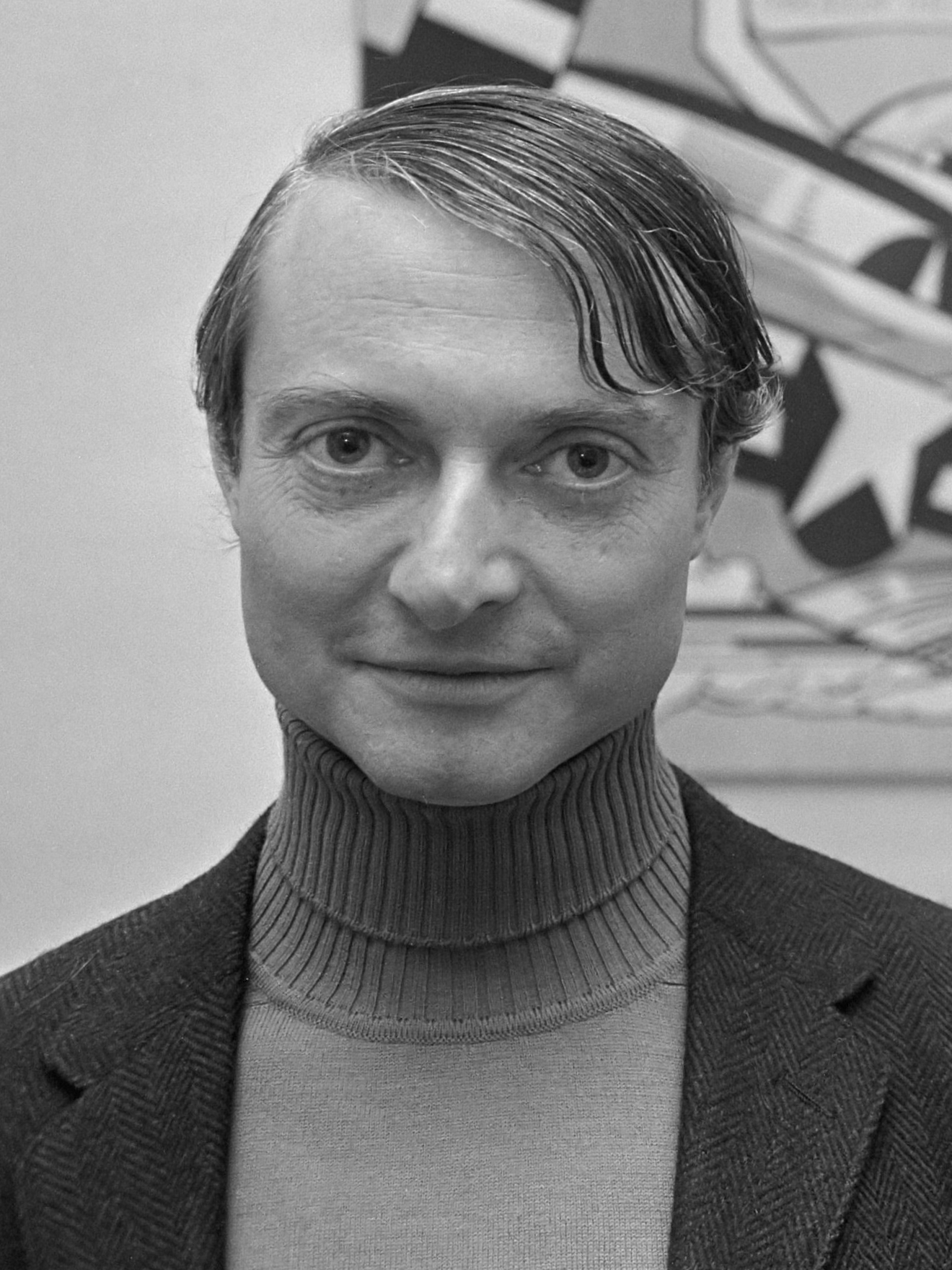
Рой Лихтенштейн в 1967 году.

Имеющая размеры 121,9 на 121,9 см «О, Джефф… Я тоже тебя люблю… Но…» является одним из самых известных его ранних производных с комикса работ того периода, когда он адаптировал комиксы и рекламу к своему стилю с использованием техники точек Бен-Дей. На картине воспроизведена распространённая сюжетная линия для комиксов, изображающая временные невзгоды в любовных отношениях двух человек. Эскиз для этой работы размером 12,1 на 12,1 см был сделан Лихтенштейном с помощью графита и цветных карандашей на бумаге.
В начале 1960-х годов Лихтенштейн создал несколько картин «вымышленной драмы», изображающих женщин в любовных отношениях с властными мужчинами, вынуждающими их быть несчастными. К ним относятся «Тонущая девушка», «Безнадёжно» и «В машине». Они послужили прелюдией к картинам 1964 года о наивных «девушках по соседству» в различных тонких эмоциональных состояниях, таких как «О, Джефф… Я тоже тебя люблю… Но…». Графика работы довольно ярко показывает фрустрацию героини, а текст в облачке усиливает романтический контекст и эмоциональный диссонанс. После 1963 года вид женщин, заимствованных Лихтенштейном из комиксов, стал «жёстким, живым, непрочным и равномерно модным, будто бы все они вышли из одной баночки с косметикой». Кроме того, композиция этой работы Лихтенштейна обрезаны настолько близко, что волосы женщины не умещаются на холсте. Создание «О, Джефф… Я тоже тебя люблю… Но…» относится к периоду наивысшего увлечения Лихтенштейном укрупнёнными точками, обрезкой и увеличением исходного источника. Мелодраматичность картины привлекает дополнительное внимание посетителей музеев к ней во время выставок.
Картина была продана за $210 000 15 мая 1980 года на аукционе Сотбис в Нью-Йорке. До этого работа была частью коллекции семьи Абрамс. По состоянию на 3 февраля 1994 года, по данным Los Angeles Times, она хранилась коллекции Стефана Эдлиса.